# Рівняння Смолуховського
Рівняння Смолюховського — кінетичне рівняння, що описує еволюцію функції розподілу координат і швидкостей частинок при одновимірному броунівському русі.
{\displaystyle {\frac {\partial P}{\partial t}}=\left[-{\frac {\partial }{\partial x}}v+{\frac {\partial }{\partial v}}\left(\gamma v-{\frac {F(x)}{m}}\right)+{\frac {\gamma k_{B}T}{m}}{\frac {\partial ^{2}}{\partial ^{2}v}}\right]P}
де {\displaystyle P(x,v,t)} — функція розподілу броунівських частинок за положенням і швидкістю, v — швидкість, {\displaystyle F(x)} — зовнішня сила, {\displaystyle k_{B}} — стала Больцмана, T — температура, {\displaystyle \gamma } — параметр, що характеризує в'язкість середовища, в якому відбувається броунівський рух.
Рівняння Смолюховського є частковим випадком рівняння Фоккера-Планка.
Назване на честь польського фізика Мар'яна Смолюховського.